# Trajetória parabólica
Em astrodinâmica ou mecânica celeste uma trajetória parabólica é uma órbita kepleriana com excentricidade igual a 1. Quando se movendo para longe de sua origem é chamada de órbita de escape, caso contrário é uma órbita de captura.
Sob pressupostos padrões um corpo viajando em uma órbita de escape irá tender ao infinito, com velocidade relativa ao corpo central tendendo a zero, e portando não deverá retornar jamais. Trajetórias parabólicas são um tipo de trajetória de escape de mínimo de energia.

## Velocidade
Sob os pressupostos padrões, a velocidade orbital ({\displaystyle v\,}) de um corpo viajando ao longo de uma trajetória parabólica pode ser calculada como:
{\displaystyle v={\sqrt {2\mu  \over {r}}}}
onde:
- {\displaystyle r\,\!} é a distância radial do corpo em órbita do corpo primário,*{\displaystyle \mu \,\!} é o parâmetro gravitacional padrão.

Em qualquer posição o corpo em órbita tem a velocidade de escape para aquela posição.
Se o corpo tem a velocidade de escape em relação à Terra, ele ainda não tem velocidade suficiente para escapar do Sistema Solar, desta forma próximo da Terra a órbita irá se assemelhar a uma parábola, mas mais adiante ela irá se curvar em uma órbita elíptica em torno do Sol.
Esta velocidade ({\displaystyle v\,}) é similar à velocidade orbital de um corpo em órbita circular de raio igual à posição radial do corpo orbitante na trajetória parabólica:
{\displaystyle v={\sqrt {2}}\cdot v_{O}}
onde:
- {\displaystyle v_{O}\,\!} é a velocidade orbital de um corpo em órbita circular.

## Equação do deslocamento
Sob os pressupostos padrões, para um corpo que se move neste tipo de trajetória, a equação orbital é:
{\displaystyle r={{h^{2}} \over {\mu }}{{1} \over {1+\cos \nu }}}
onde:
- {\displaystyle r\,} é a distância radial do corpo orbitante ao corpo primário,
- {\displaystyle h\,} é o momento angular específico do corpo orbitante,
- {\displaystyle \nu \,} é a anomalia verdadeira do corpo orbitante,
- {\displaystyle \mu \,} é o parâmetro gravitacional padrão.

## Energia
Sob os pressupostos padrões, a energia orbital específica ({\displaystyle \epsilon \,}) da trajetória parabólica é zero, assim a equação de conservação de energia orbital para esta trajetória assume a forma:
{\displaystyle \epsilon ={v^{2} \over 2}-{\mu  \over {r}}=0}
onde:
- {\displaystyle v\,} é a velocidade orbital do corpo orbitante,
- {\displaystyle r\,} é a distância radial do corpo orbitante ao corpo primário,
- {\displaystyle \mu \,} é o parâmetro gravitacional padrão.

## Trajetória parabólica radial
Uma trajetória parabólica radial, é uma trajetória em linha reta não periódica onde a velocidade relativa dos dois objetos, sempre excedem a velocidade de escape. Existem dois casos: os corpos se movem se aproximando ou se afastando um do outro. 
Existe uma fórmula simples para a posição em função do tempo:
{\displaystyle r=(4.5\mu t^{2})^{1/3}\!\,}
onde 
- μ é a Constante Gravitacional
- {\displaystyle t=0\!\,} corresponde ao tempo estimado de início ou fim no centro do corpo central.